# Bivalirudine
La bivalirudine est un médicament anticoagulant intraveineux, inhibiteur réversible de la thrombine. C'est un peptide de 20 acides-aminés dont la séquence est la même que la partie active de l'hirudine, conçu pour limiter les risques de saignement propre à cette dernière. Il  utilisé essentiellement dans les syndromes coronariens aigus et lors de certains gestes d'angioplastie coronaire. Ce médicament est vendu sous la marque Angiox. Ce médicament peut aussi être utilisé en chirurgie, lors d'opération avec mise en place de CEP (circulation extracorporelle).

## Efficacité
Lors d'un infarctus du myocarde à la phase aiguë (dit « ST+ ») traité par angioplastie coronaire, la bilavirudine, administrée avant l'arrivée à l'hôpital, réduit la mortalité, la survenue d'accidents cardiaques ainsi que les saignements, par rapport à un traitement combinant l'héparine aux inhibiteurs de la glycoprotéine IIb/IIIa (antiagrégant plaquettaire intraveineux), cette supériorité se maintenant jusqu'à au moins trois ans. Ces résultats semblent depuis confirmés, malgré le changement de la prise en charge de l'infarctus (coronarographie par voie radiale ou utilisation de nouveaux antiagrégants plaquettaires), mais d'autres données montrent des résultats plus défavorables.

## Effets secondaires
Il existe un risque plus important de thrombose lors de la pose de stent dans le premier mois.